# AX.25
AX.25 (Amateur X.25) — протокол канала передачи данных для сетевого уровня, первоначально полученный из уровня 2 набора протоколов X.25 и предназначенный для использования операторами-любителями. Широко используется в любительских сетях пакетной радиосвязи.
AX.25 v2.0 и более поздних версий является протоколом канального уровня, второго уровня модели OSI. Он отвечает за установление соединений, передачу данных, инкапсулированных в кадры между узлами, и обнаружение ошибок. Поскольку AX.25 является протоколом, предшествующим модели OSI, исходная спецификация не была написана для четкого разделения на уровни. Это было исправлено в версии 2.0 (1984), которая предполагает соответствие уровню 2 OSI.
AX.25 обычно используется в качестве канала передачи данных для сетевого уровня, такого как IPv4, поверх которого используется TCP. AX.25 поддерживает ограниченную форму маршрутизации, хотя возможно создание коммутаторов AX.25 аналогично тому, как работают коммутаторы Ethernet.

## Спецификация
AX.25 не определяет реализацию физического уровня. На практике 1200 бод Bell 202 tones и 9600 бод G3RUH DFSK исключительно используются на ОВЧ (очень высоких частотах) и УВЧ (ультравысоких частотах). На ВЧ стандартный режим передачи Bell 202 tones составляет 300 бод, хотя сегодня реже используется AX.25 на ВЧ. На физическом уровне AX.25 определяет только «конечный автомат физического уровня» и некоторые таймеры, связанные с задержками переключения передатчика и приемника.
На канальном уровне AX.25 использует синтаксис и процедуры кадра HDLC. (ISO 3309) кадры передаются с кодированием NRZI. HDLC определяет синтаксис, но не семантику поля адреса переменной длины кадра. AX.25 указывает, что это поле подразделяется на несколько адресов: адрес источника, адрес назначения со встроенными полями управления для использования повторителями. Чтобы упростить соблюдение правил любительской радиосвязи, эти адреса основаны на позывных станциях источника, пункта назначения и ретранслятора.
AX.25 поддерживает режимы работы как с виртуальной связью, так и без инфограмм. Последний используется в значительной степени автоматической системой пакетной отчетности (APRS).
Простой механизм маршрутизации источника, с использованием «digipeater», доступен на уровне канала передачи данных. Диджипитеры действуют как симплексные ретрансляторы, принимающие, декодирующие и ретранслирующие пакеты с локальных станций. Они позволяют устанавливать многопереходные соединения между двумя станциями, которые не могут обмениваться данными напрямую. Диджипитеры используют и изменяют информацию в поле адреса фрейма для выполнения данной функции.
Спецификация AX.25 определяет полный, хотя и двухточечный протокол только сетевого уровня, но он мало используется вне соединений клавиатура-клавиатура или клавиатура-BBS. NET / ROM, ROSE и TexNet существуют для обеспечения маршрутизации между узлами. В принципе, с протоколом AX.25 можно использовать различные протоколы уровня 3, включая повсеместный интернет-протокол. Этот подход используется AMPRNet, который является сетью любительской радиосвязи TCP/IP, использующей UX-кадры AX.25 на уровне канала передачи данных.
AX.25 также был реализован на персональных компьютерах. Например, ядро Linux включает встроенную поддержку AX.25. Компьютер подключается к трансиверу через аудиоинтерфейс или простой модем.

## Реализации
Традиционно операторы-любители подключались к сетям AX.25 с помощью контроллера терминального узла, который содержит микропроцессор и реализацию протокола во встроенном программном обеспечении. Эти устройства позволяют получить доступ к сетевым ресурсам, используя только терминал и приемопередатчик.

#### Режим кадрирования KISS
AX.25 часто используется с TNC, который реализует кадрирование KISS как недорогую альтернативу использования дорогих плат контроллеров HDLC.
Кадрирование KISS не является частью самого протокола AX.25. Он просто служит для инкапсуляции кадров протокола таким образом, чтобы существовала возможность успешно передавать последовательный канал в TNC. Кадрирование KISS является производным от SLIP и делает многие из тех же самых предположений. Предполагается, что в KISS канал кадрирования является последовательным, и в нём задействованы только главный компьютер и ПК. Помимо всего прочего, это затрудняет обращение к нескольким TNC без использования нескольких (последовательных) каналов данных.

## Приложения
AX.25 чаще всего используется для установления прямых, двухточечных линий связи между пакетными радиостанциями без каких-либо дополнений сетевых уровней. Этого достаточно для контактов между клавиатурами, станциями и для доступа к локальным системам доски объявлений и кластерам DX.
В последние годы APRS стала популярным приложением.
Для туннелирования пакетов AX.25 по IP используются AXIP и AXUDP для инкапсуляции AX.25 в пакеты IP или UDP.

## Ограничения
На скоростях, обычно используемых для передачи данных пакетной радиосвязи (редко превышающих 9600 бит/с и обычно 1200 бит/с), использование дополнительных сетевых уровней с AX.25 нецелесообразно из-за задействованных служебных данных. Это не ограничение AX.25 как таковое, но накладывает ограничения на сложность приложений, предназначенных для его использования.
Протоколы HDLC идентифицируют каждый кадр по адресу. Реализация ALC.25 HDLC включает в себя позывной отправителя и станции назначения, а также значение SSID в диапазоне от 0 до 15 в адресе кадра. На ITU WARC2003 спецификация позывного радиостанции была изменена таким образом, чтобы максимальная длина из шести символов была увеличена до семи символов. Однако AX.25 имеет встроенный жесткий предел в шесть символов, что означает, что в сети AX.25 нельзя использовать позывной из семи символов.
AX.25 не имеет явного порта (или SAP); SSID часто принимает на себя эту роль. Таким образом, на SSID-адрес станции AX.25 может быть только одна служба, которая часто используется с разной степенью успеха.
Некоторые любители, в частности Фил Карн KA9Q, утверждают, что AX.25 не подходит для работы по шумным радиоканалам с ограниченной полосой пропускания, ссылаясь на отсутствие прямой коррекции ошибок (FEC) и автоматического сжатия данных. Тем не менее, жизнеспособный широко принятый преемник AX.25 ещё не появился. Вероятные причины могут включать в себя:
- существующее развертывание переработанных узкополосных FM-радиостанций и особенно существующих приложений APRS,
- легкая доступность дешевых FM-передатчиков с низким энергопотреблением, особенно для диапазона УВЧ 430 МГц, в соответствии с существующим традиционным радиооборудованием,
- новые модуляции уровня радиосвязи потребовали бы другое радиооборудование, чем то, которое используется в настоящее время, и получающаяся в результате система будет несовместима с существующей — таким образом, требуя больших первоначальных инвестиций в новое радиооборудование
- принятие более новых линейных кодировок, потенциально включающих прямое исправление ошибок, требует больше усилий, чем AFSK 1200 бит/с Bell 202. Ранее достаточно небольших 8-разрядных микропроцессоров с 128 байтами оперативной памяти было бы недостаточно, а новые могли бы стоить 30 долларов США. Фил Карн сделал демонстрационную расшифровку своей новой модуляции, запустив её на компьютере с процессором Pentium II — примерно 10 лет спустя встроенные микропроцессоры среднего уровня способны сделать то же самое при стоимости системы менее 50 долларов США.

Несмотря на эти ограничения, TAPR создал расширение протокола AX.25, поддерживающее прямое исправление ошибок. Это расширение называется FX.25.
Маленькие передатчики гаджетов не должны знать, что именно передается. Существует только необходимость отслеживать занятость канала радиоприемником RSSI (индикация уровня принятого сигнала), чтобы знать, когда не следует отправлять. Передача чередующегося сигнала Рида-Соломона в некоторой интеллектуальной модуляции требует намного меньше ресурсов, чем прием того же сигнала, таким образом, достаточный микропроцессор может стоить всего 5 долларов США вместо 30 долларов США, а стоимость системы может остаться ниже 50 долларов США, включая передатчик. Однако в последние годы была продемонстрирована возможность получать и отправлять с использованием дешевых микроконтроллеров
Однако представляется, что любая новая система, которая не совместима с текущей модуляцией Bell 202, вряд ли будет широко распространена. Текущая модуляция, по-видимому, удовлетворяет достаточную потребность в том, что существует небольшая мотивация для перехода к превосходящему дизайну, особенно если новый дизайн требует значительных закупок оборудования. Однако, поскольку существующие модемные чипы Bell 202 устаревают, это соображение становится менее популярным.